# 네즈 신사

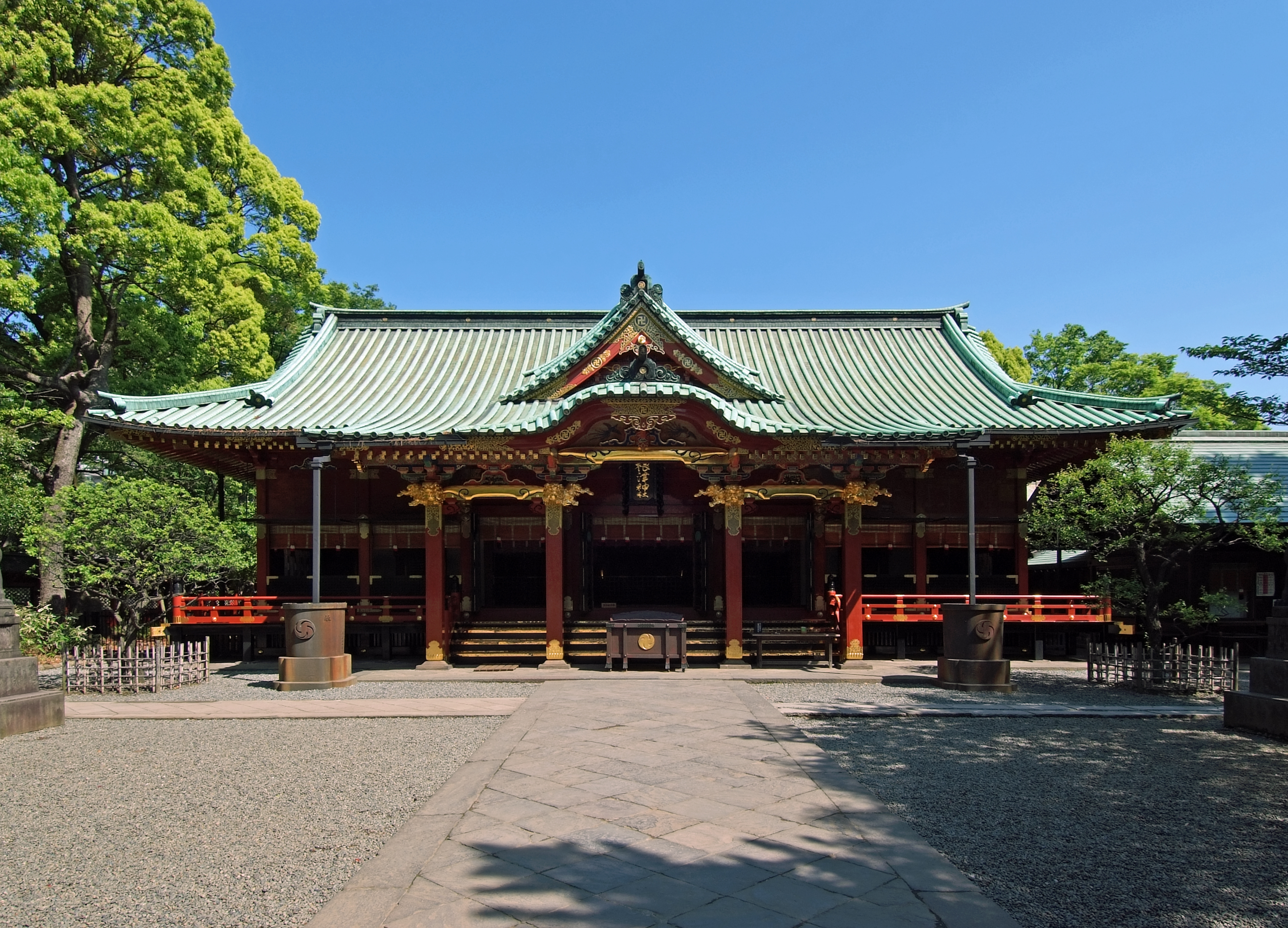
네즈 신사

네즈 신사(일본어: 根津神社 네즈진자[*])는 일본 도쿄도 분쿄구 네즈에 있는 신사이다. 신사 내의 7동의 일본의 중요문화재로 지정되어 있다.